# Mike Embley
Mike Embley est un journaliste britannique né en 1955 dans le Surrey. Il est présentateur sur BBC World News. 

## Biographie
Il travaille comme journaliste de presse écrite au South Wales Echo et au Western mail à Cardiff. En 1983 il participe au programme TV régional de la BBC BBC Wales Today.